# 糖品仓库
糖品仓库（La Sucrière）是一个著名的当代艺术博物馆，位于法国里昂第二区索恩河畔、匯流碼頭的兰博德滨河路48号。

## 历史
它始建于1925年，第一期的倉庫是一個100米長的空間，最初用于一个工厂仓库储存的糖，1927年糖廠再度擴建，將高度疊高兩層。1930年進行第二期擴建，1960年第三期擴建，1976年在倉庫南邊的位置，建造了三個儲存桶。最終用到1990年废弃。
该建筑在2003年由建筑师威廉·瓦薩爾（William Vassal）重新改建，变成当代艺术展览的地方。自2007年起成为里昂当代艺术双年展（Biennale d'art contemporain de Lyon）的主要场地。

### 空間規劃
這裡除了被利用為文化展覽外，大型空間也擁有多功能的特性，使其可以舉辦各種活動，例如：音樂會、文化集市、時裝秀等。總場地面积共有9000平方米，分布在三个楼层四個區域：
- Espace 1930：位於一樓 1,700 平方米的大房間
- Espace 1930：夾層：面積 1,100 平方米的的空間
- Espace 1960：一樓 600 平方米的房間
- 展覽空間：1700平方米的上層 ，專門用於藝術節目

Z Architecture 建築事務所，在2012年對整體建築進行翻新，同時在屋頂上擴建一個新的空間Le Sucre，這是一個具有文化和藝術使命的現代場所，全年舉辦俱樂部、會議、音樂會和品酒活動。

### 定期舉辦的活動
在 La Sucrière 舉辦的活動：
- 里昂当代艺术双年展（Biennale d'art contemporain de Lyon）
- 全球烹飪大賽（Concours mondial de la cuisine）
- 糕點世界杯（Coupe du monde de la pâtisserie）：由糕點師父 Gabriel Paillasson 發起，結合法國頂級巧克力品牌法芙娜（VALRHONA）的一項致力於糕點的國際烹飪比賽，每2年在舉行一次，鼓勵各國的糕點廚師和團隊。
- 聲音節（Nuits sonores）之夜；由Arty Farty舉辦的電子音樂和獨立音樂節。

## 糖廠照片

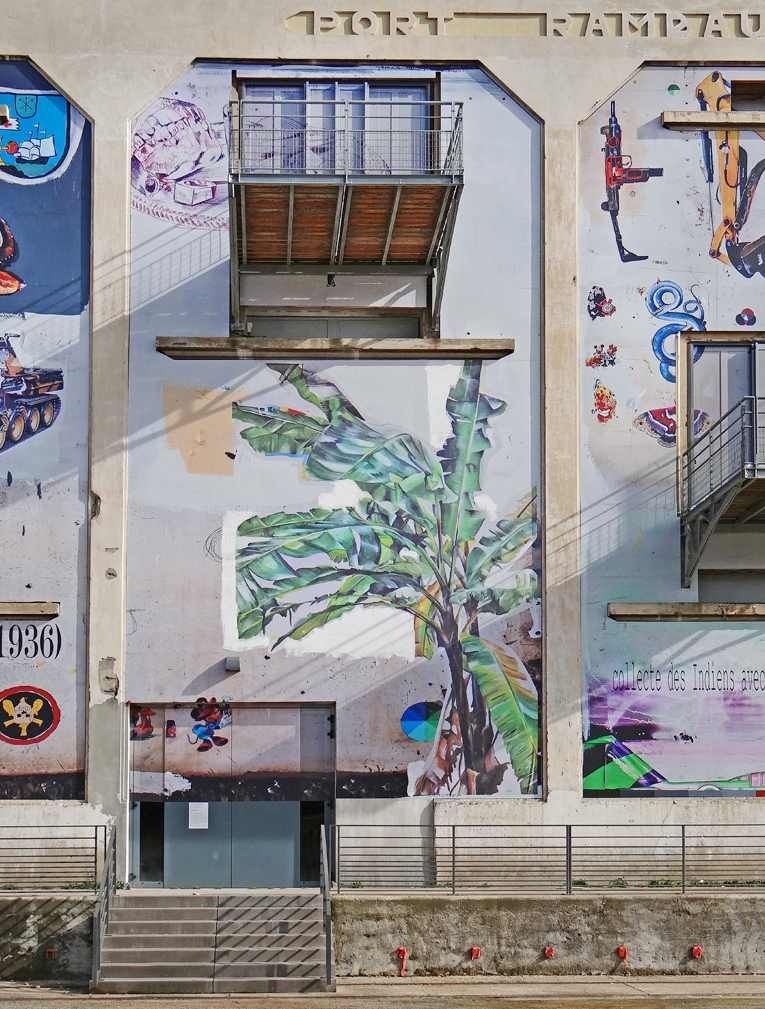
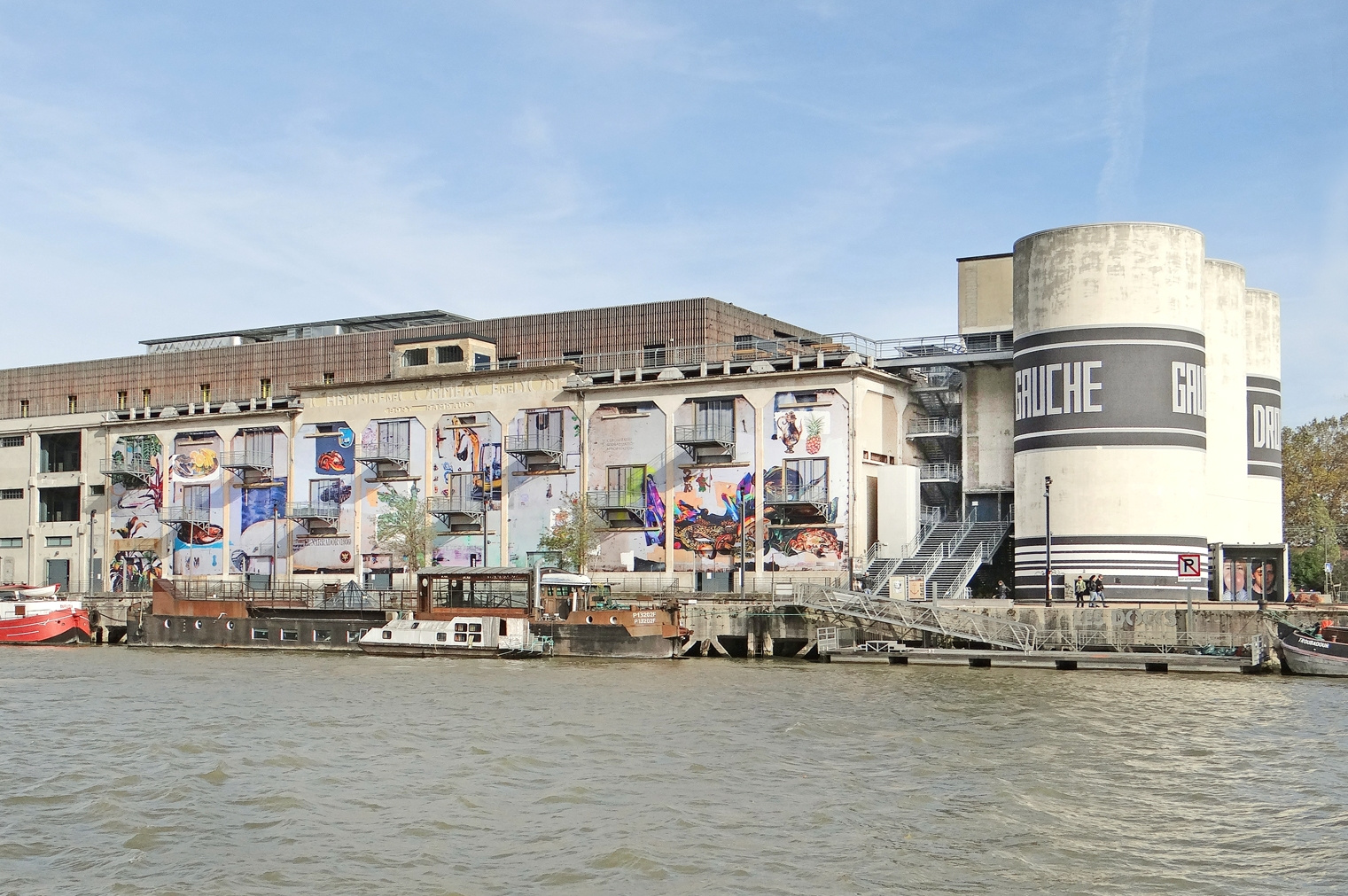
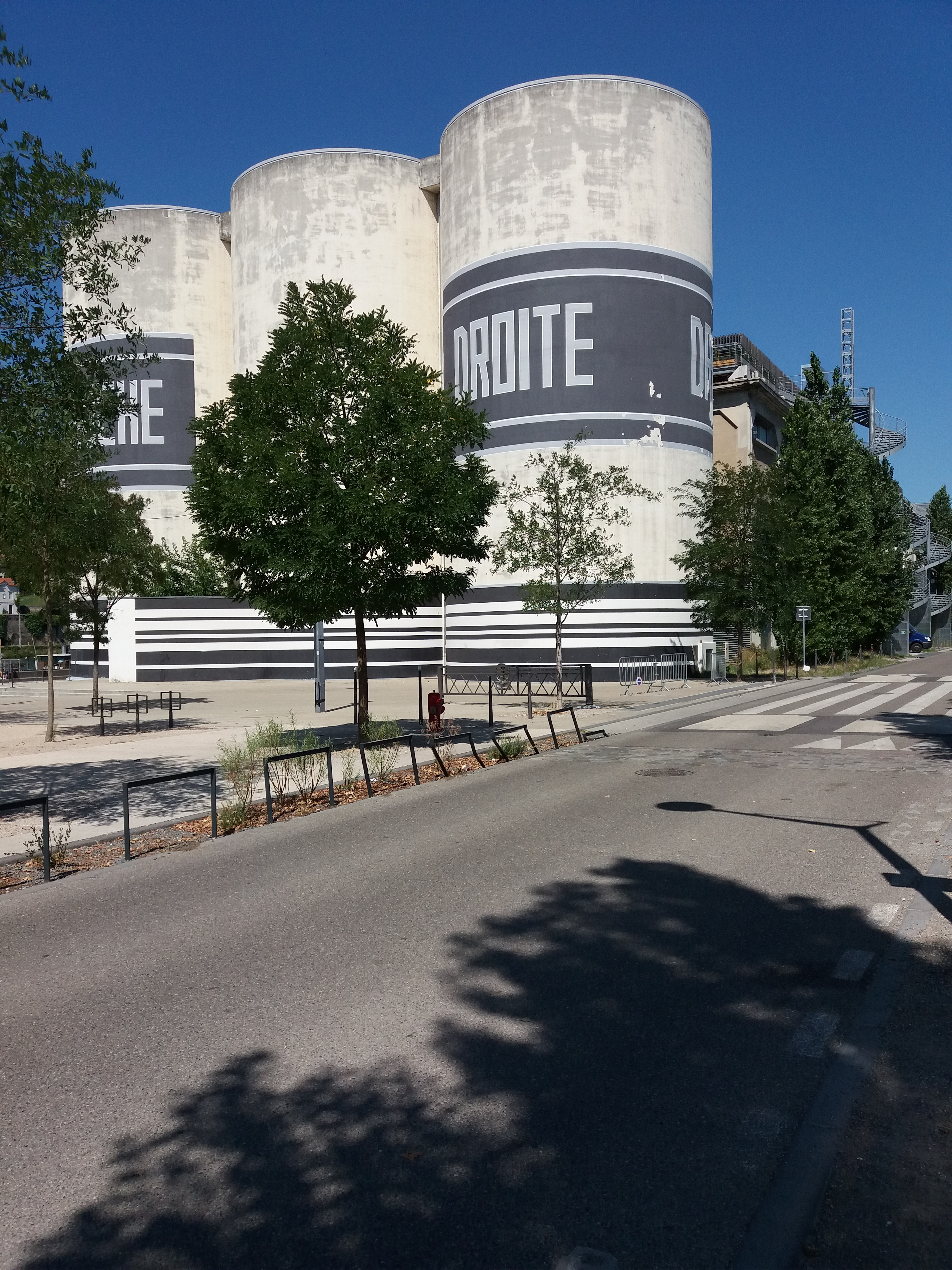
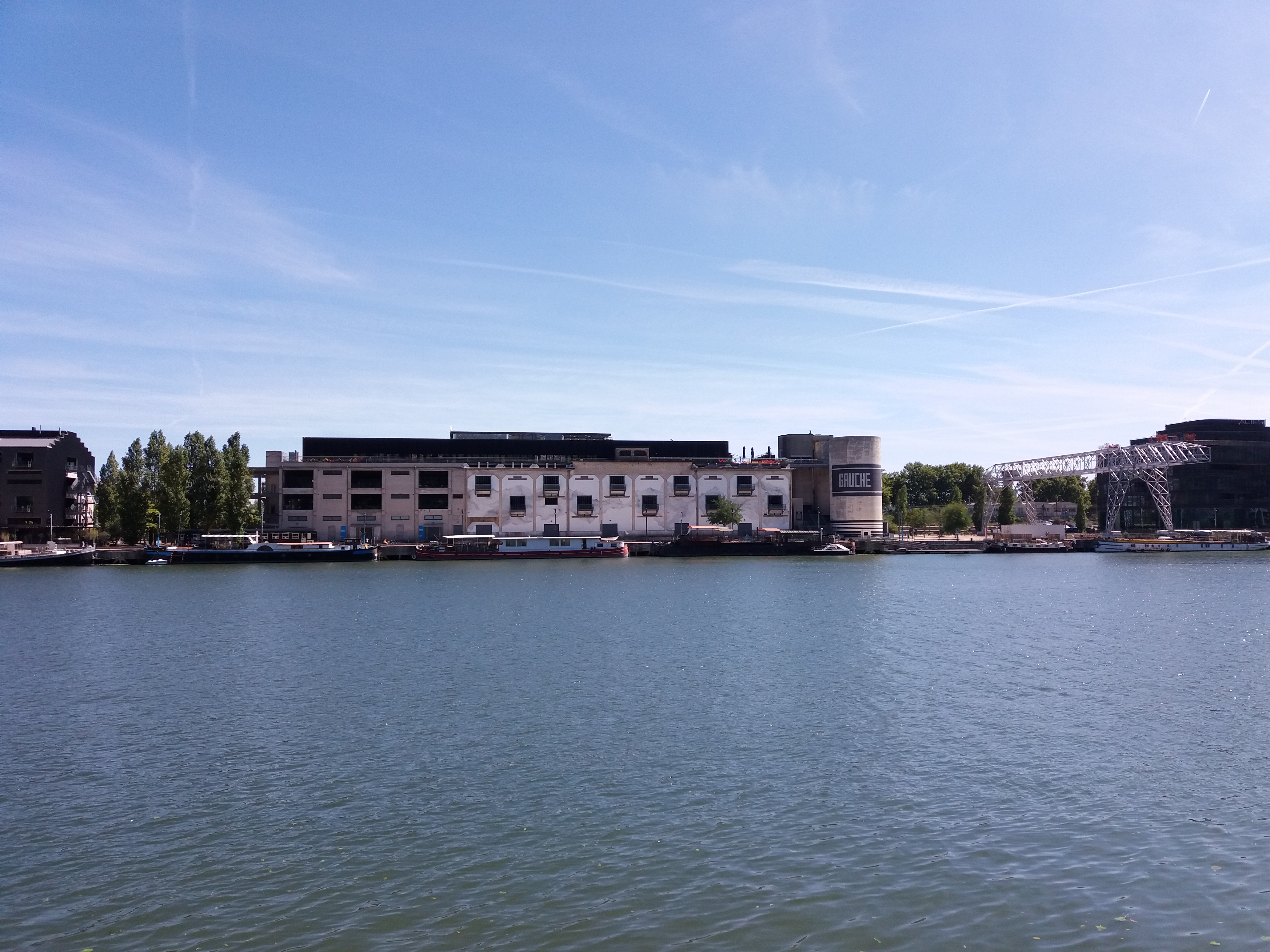
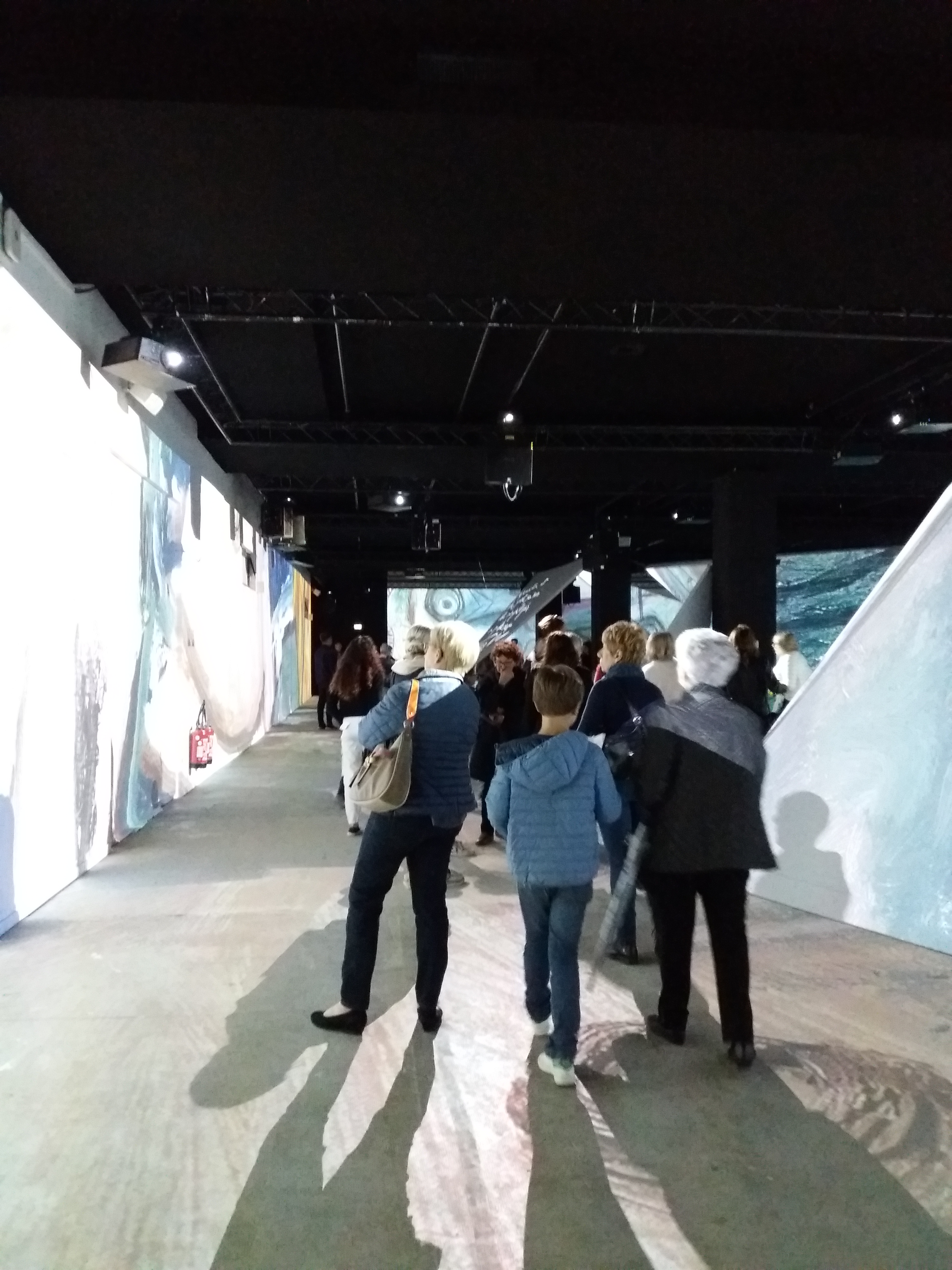
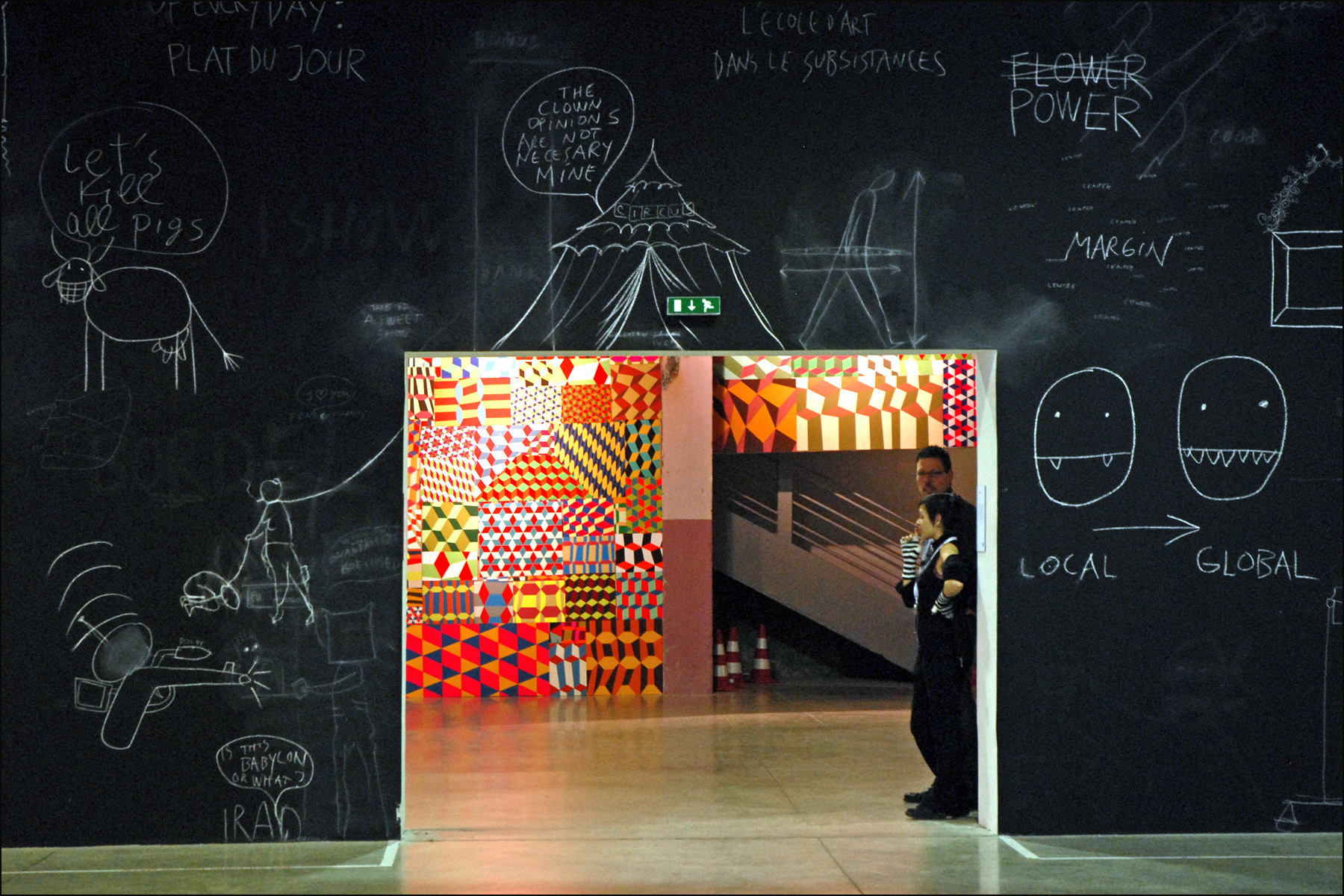
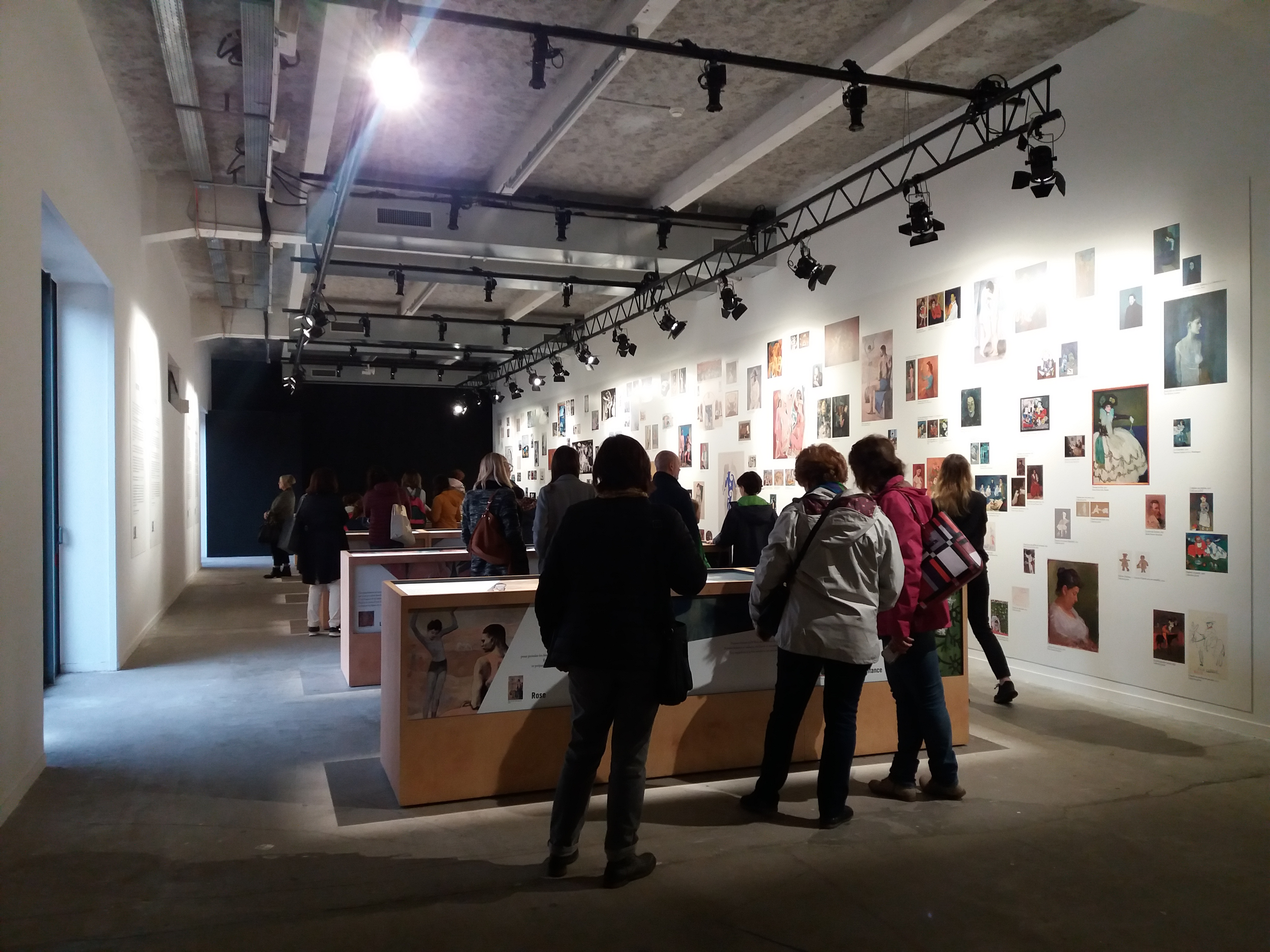
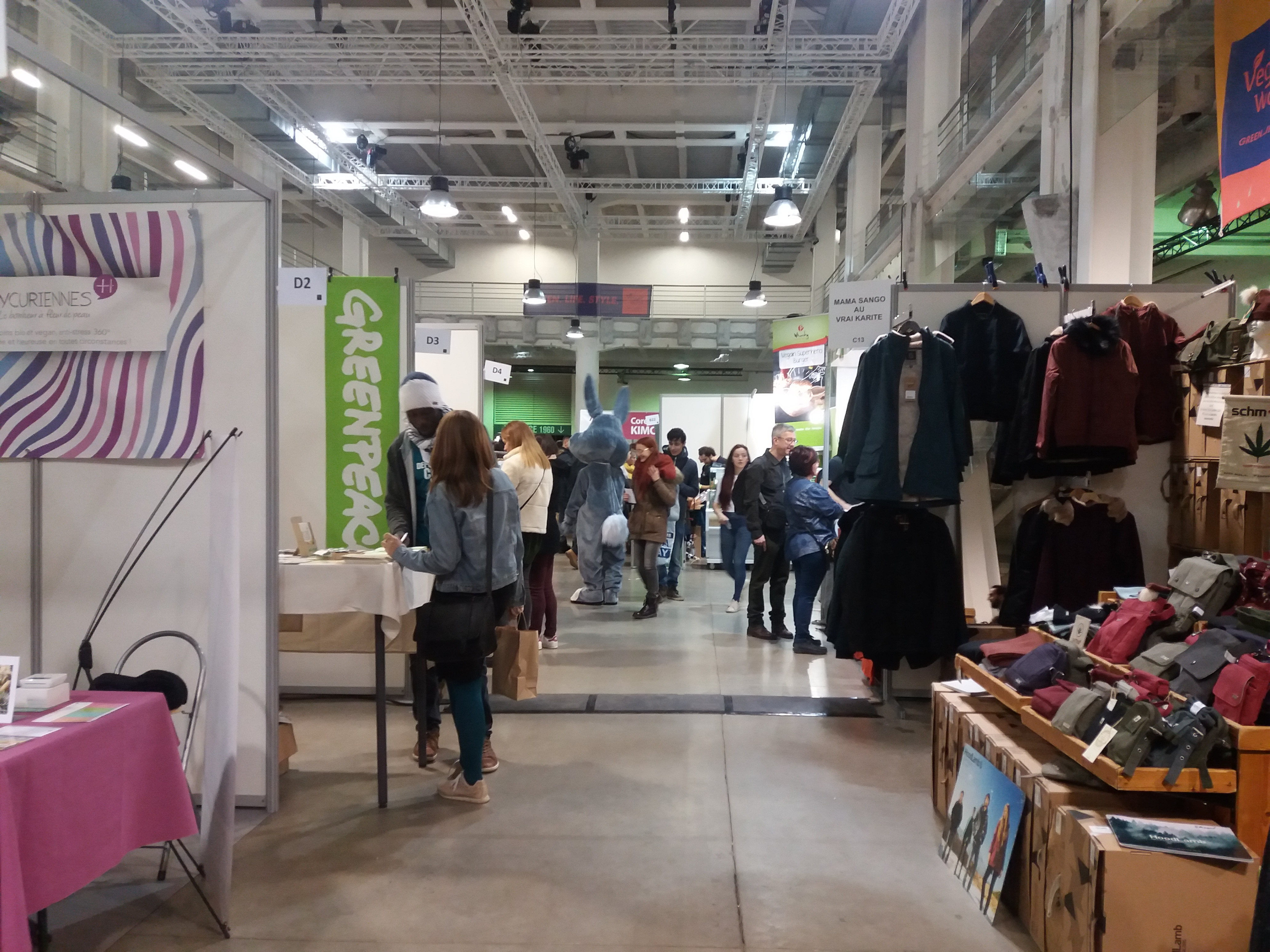
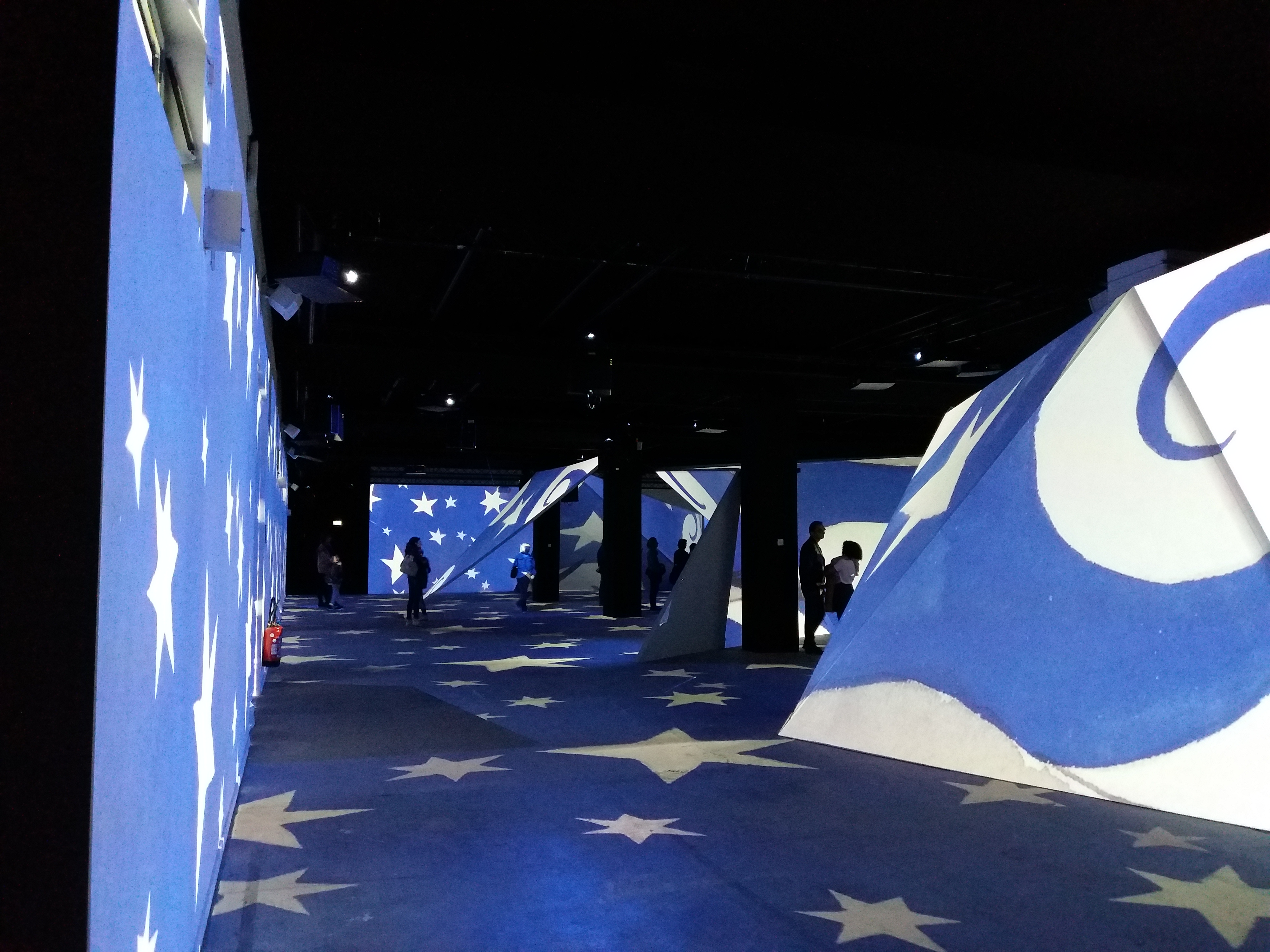
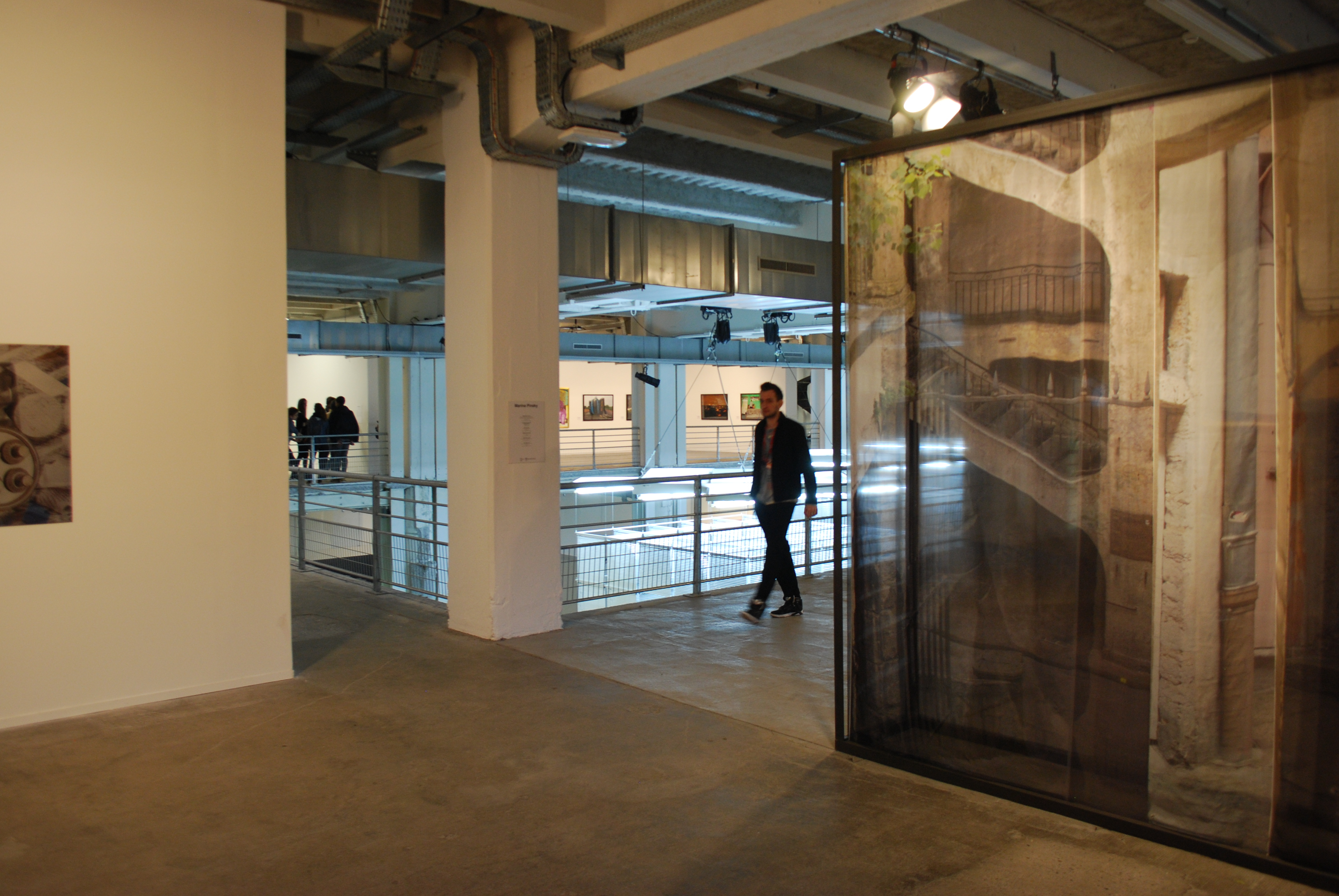
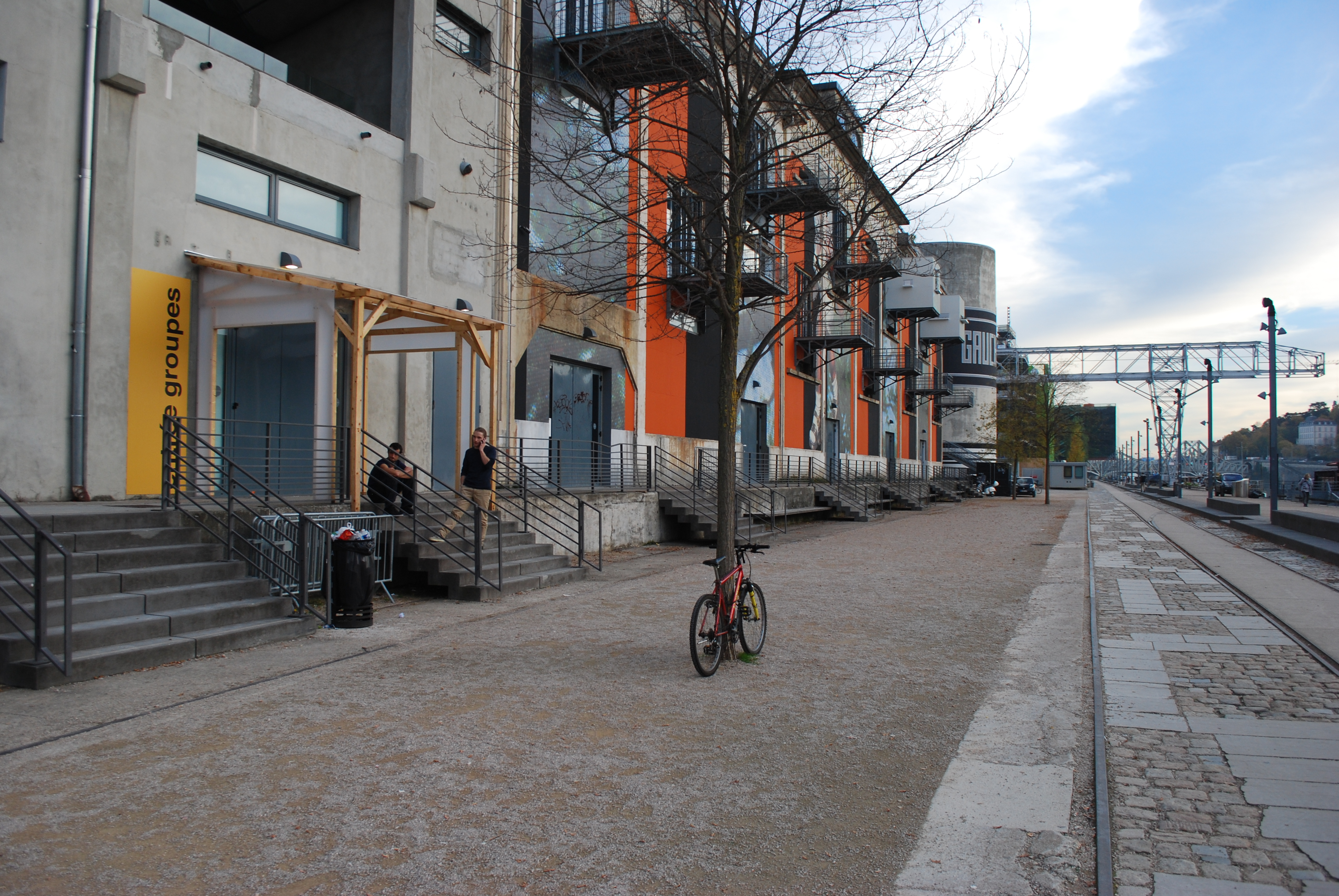
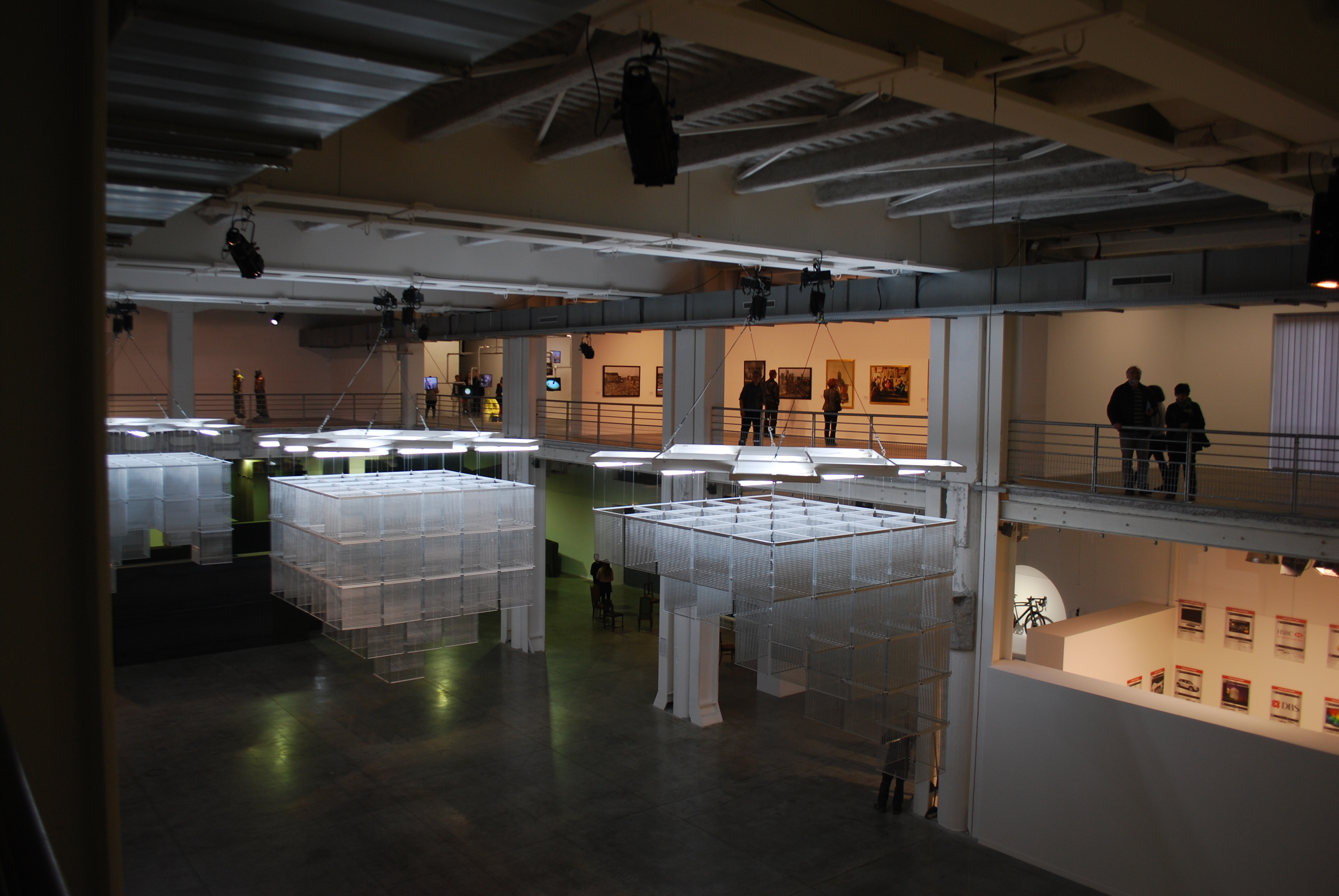
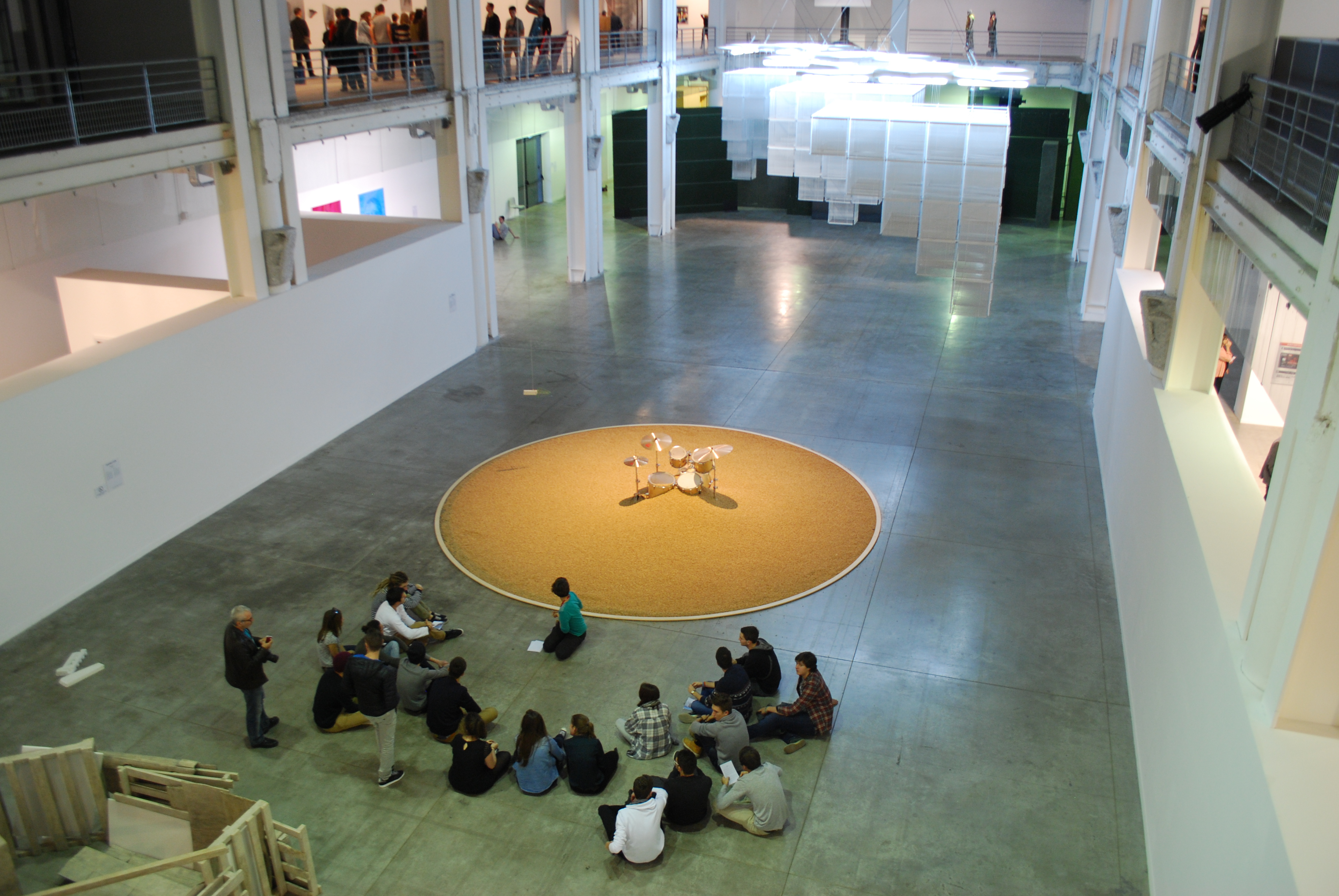